# Sławomir Telka
Sławomir Telka (ur. 19 grudnia 1954 w Kielcach) - muzyk, kompozytor. 

## Wczesne lata
W wieku siedmiu lat rozpoczął naukę w Kieleckiej Szkole Muzycznej w klasie fortepianu u profesora Jacka Jarońskiego. Grał w różnych zespołach kieleckich m.in. MH, z którym w 1973 roku występował na festiwalu Piosenki Polskiej w Opolu, a solistami byli Małgorzata Biesaga i Bronisław Opałko (Genowefa Pigwa). 

## Kariera
W 1977 roku rozpoczął prace z krakowskim zespołem Wawele z Janem Wojdakiem. W zespole tym grał na perkusji, choć tworzył również partie fortepianowe np. "Umówimy się z Wisłą" (płyta: Zostań z nami melodio). Poprzez agencje artystyczna "Pagart" koncertował w dawnym Związku Radzieckim, Czechosłowacji i NRD. W 1980 roku wyjechał na stałe do Finlandii(Turku-Åbo), gdzie mieszka i pracuje do dzisiaj. W Finlandii występuje pod nazwiskiem Slavek Telka lub Slavomir Telka. Jest kompozytorem i aranżerem części utworów zespołu Semites & Heidi Brunila. Jako zarejestrowany członek należy do Stowarzyszenia Kompozytorów Fińskich (TEOSTO).
Sprzęt używany przez Sławomira Telkę: Roland, Korg, E-mu oraz Clavia.

## Dyskografia
- LP J. Wojdak & Wawele: Zostań z nami melodio Pronit 1980[1]
- W 2008 roku ukazała się nowa kolekcja płyt zespołu Wawele i Jana Wojdaka, w nagraniu których Sławomir Telka również brał udział. Album składa się z pięciu płyt CD i oraz płyty DVD.